# Domanico
Domanico es una localidad italiana de la provincia de Cosenza, región de Calabria, con 997 habitantes.

## Geografía física
La ciudad, centro del alto valle del Busento, afluente izquierdo del Crati, situada en la vertiente interior de la Catena Paolana, a los pies del monte Cocuzzo (1.541 m), se eleva 730 metros sobre el nivel del mar.  La ciudad se extiende en la cresta de una joroba a la izquierda del río, a ambos lados de la carretera que une Cosenza con Amantea. El territorio municipal se encuentra en un perfil altitudinal entre 499 y 1294 metros sobre el nivel del mar.

## Evolución demográfica
| Gráfica de evolución demográfica de Domanico entre 1861 y 2001 |
|                                                                |
| Fuente ISTAT - Elaboración gráfica por parte de Wikipedia      |